# 渋谷桂司
渋谷 桂司（澁谷 桂司、しぶや けいし、1974年1月10日 - ）は、日本の政治家。東京都清瀬市長（1期）、元清瀬市議会議員（3期）。
初代清瀬市長の渋谷邦蔵は祖父、前清瀬市長の渋谷金太郎とは血縁関係はない。

## 来歴
東京都清瀬市出身。東星学園幼稚園、清瀬市立清瀬小学校、清瀬市立清瀬中学校、東京都立小平高等学校を経て、山梨学院大学法学部法学科卒業、山梨学院大学大学院社会科学研究科修士課程修了。小平市役所職員を経て、資産税課、環境保全課、介護福祉課、水と緑と公園課に勤務。2011年の清瀬市議会議員選挙に立候補し初当選。市議を3期11年務め、議長、議会運営委員会、総務文教委員会、予算特別委員会各委員長などを歴任。2022年清瀬市長渋谷金太郎の死去による清瀬市長選挙に立候補し自民、公明両党の推薦を受け、女性陶芸家を破って当選した（4月3日就任）。